# Nor Shen
Nor Shen (in armeno Նոր շեն?, in azero Yenikənd), talvolta anche Norshen (lett. Nuovo villaggio), è una comunità rurale del distretto di Xocavənd, in Azerbaigian, fino al 2024 appartenente alla regione di Martuni nella repubblica dell'Artsakh (fino al 2017 denominata repubblica del Nagorno Karabakh).
Nel 2005 contava poco meno di trecento abitanti e sorge nella parte orientale della regione in zona agricola e per lo più pianeggiante, quasi prossima a quello che era il confine con la regione di Askeran.